# Campeonato Mundial de Natação em Piscina Curta de 2010 - 100 m costas feminino
A prova dos 50 metros nado costas feminino do Campeonato Mundial de Natação em Piscina Curta de 2010 foi disputado entre 15 e 16 de dezembro em Dubai nos Emirados Árabes Unidos.

## Recordes
Antes desta competição, os recordes mundiais e do campeonato nesta prova eram os seguintes:
|                     | Nome            | Nacionalidade | Tempo (segundo) | Local      | Data                   |
| ------------------- | --------------- | ------------- | --------------- | ---------- | ---------------------- |
| World record        | Shiho Sakai     | Japão         | 55.23           | Berlim     | 15 de novembro de 2009 |
| Championship record | Kirsty Coventry | Zimbabwe      | 57.10           | Manchester | 10 de abril de 2008    |

## Medalhistas
| Ouro                   | Prata           | Bronze          |
| Natalie Coughlin (USA) | Zhao Jing (CHN) | Gao Chang (CHN) |

## Resultados

### Eliminatórias
As eliminatórias ocorreram dia 15 de dezembro. Dezesseis nadadores num total de 61 se classificaram  para a semifinal. 
| Colocação | Bateria | Raia | Nome                             | Tempo   | Notas |
| --------- | ------- | ---- | -------------------------------- | ------- | ----- |
| 1         | 7       | 1    | Missy Franklin (USA)             | 57.33   | Q     |
| 2         | 8       | 6    | Rachel Goh (AUS)                 | 57.54   | Q     |
| 3         | 8       | 4    | Gao Chang (CHN)                  | 57.56   | Q     |
| 4         | 7       | 6    | Marieke Guehrer (AUS)            | 57.78   | Q     |
| 5         | 7       | 7    | Natalie Coughlin (USA)           | 57.91   | Q     |
| 6         | 1       | 2    | Zhao Jing (CHN)                  | 58.17   | Q     |
| 7         | 7       | 5    | Daryna Zevina (UKR)              | 58.37   | Q     |
| 8         | 6       | 4    | Aleksandra Gerasimenya (BLR)     | 58.41   | Q     |
| 9         | 8       | 5    | Anastasia Zuyeva (RUS)           | 58.48   | Q     |
| 10        | 8       | 2    | Alexianne Castel (FRA)           | 58.51   | Q     |
| 11        | 6       | 3    | Sharon van Rouwendaal (NED)      | 58.62   | Q     |
| 12        | 6       | 2    | Fabíola Molina (BRA)             | 58.88   | Q     |
| 13        | 7       | 8    | Chanelle Van Wyk (RSA)           | 58.89   | Q     |
| 14        | 7       | 3    | Mercedes Peris (ESP)             | 58.90   | Q     |
| 15        | 7       | 4    | Kseniya Moskvina (RUS)           | 58.96   | Q     |
| 16        | 7       | 2    | Simona Baumrtová (CZE)           | 59.13   | Q     |
| 17        | 6       | 5    | Elena Gemo (ITA)                 | 59.24   |       |
| 18        | 8       | 7    | Sarah Sjöström (SWE)             | 59.26   |       |
| 19        | 6       | 1    | Sinead Russell (CAN)             | 59.31   |       |
| 20        | 4       | 4    | Fernanda González (MEX)          | 59.39   |       |
| 21        | 6       | 6    | Miyuki Takemura (JPN)            | 59.55   |       |
| 22        | 6       | 8    | Michelle Coleman (SWE)           | 59.73   |       |
| 23        | 7       | 8    | Ekaterina Avramova (BUL)         | 59.82   |       |
| 24        | 5       | 2    | Leone Vorster (RSA)              | 1:00.09 |       |
| 25        | 5       | 8    | Laura Letrari (ITA)              | 1:00.13 |       |
| 26        | 1       | 6    | Theodora Drakou (GRE)            | 1:00.28 |       |
| 27        | 8       | 1    | Ingvild Snildal (NOR)            | 1:00.47 |       |
| 28        | 8       | 3    | Pernille Jessing Larsen (DEN)    | 1:00.60 |       |
| 29        | 6       | 7    | Sophia Batchelor (NZL)           | 1:00.66 |       |
| 30        | 5       | 4    | Etiene Medeiros (BRA)            | 1:00.78 |       |
| 31        | 5       | 5    | Hanna-Maria Seppälä (FIN)        | 1:00.80 |       |
| 32        | 5       | 1    | Sanja Jovanovic (CRO)            | 1:00.95 |       |
| 33        | 4       | 5    | Alana Kathryn Dillette (BAH)     | 1:01.33 |       |
| 34        | 5       | 6    | Katarina Milly (SVK)             | 1:01.36 |       |
| 35        | 5       | 3    | Hazal Sarikaya (TUR)             | 1:01.49 |       |
| 36        | 4       | 1    | Yulduz Kuchkarova (UZB)          | 1:01.91 |       |
| 37        | 4       | 3    | Kätlin Sepp (EST)                | 1:01.92 |       |
| 38        | 4       | 2    | Sarah Rolko (LUX)                | 1:02.00 |       |
| 39        | 4       | 8    | Jeserik Pinto (VEN)              | 1:02.09 |       |
| 40        | 5       | 7    | Cecilia Bertoncello (ARG)        | 1:02.11 |       |
| 41        | 4       | 7    | Chen Ting (TPE)                  | 1:02.33 |       |
| 42        | 4       | 6    | Isabella Arcila (COL)            | 1:02.46 |       |
| 43        | 3       | 3    | Massie Milagros Carrillo (PER)   | 1:03.78 |       |
| 44        | 3       | 2    | Elimar Barrios (VEN)             | 1:04.15 |       |
| 45        | 3       | 4    | Monica Ramirez (AND)             | 1:04.45 |       |
| 46        | 2       | 3    | Lara Butler (CAY)                | 1:04.77 |       |
| 47        | 3       | 6    | Kirsten Ann Lapham (ZIM)         | 1:05.23 |       |
| 48        | 2       | 4    | Nicola Muscat (MLT)              | 1:05.54 |       |
| 49        | 2       | 2    | Karen Torrez (BOL)               | 1:05.66 | NR    |
| 50        | 3       | 7    | Carolina Alejandra Aguilar (PER) | 1:06.26 |       |
| 51        | 2       | 5    | Karen Vilorio (HON)              | 1:06.58 |       |
| 52        | 3       | 5    | Iulia Olari (MDA)                | 1:06.61 |       |
| 53        | 2       | 6    | Jade Howard (ZAM)                | 1:06.91 |       |
| 54        | 3       | 8    | Vong Erica Man Wai (MAC)         | 1:07.40 |       |
| 55        | 3       | 1    | Sara Hyajna (JOR)                | 1:08.51 |       |
| 56        | 2       | 7    | Talisa Lanoe (KEN)               | 1:08.90 |       |
| 57        | 2       | 8    | Estellah Fils Rabetsara (MAD)    | 1:11.59 |       |
| 58        | 2       | 1    | Cheyenne Rova (FIJ)              | 1:13.20 |       |
| 59        | 1       | 5    | Osisang Chilton (PLW)            | 1:16.48 |       |
| 60        | 1       | 4    | Shaila Rana (NEP)                | 1:21.82 |       |
| 61        | 1       | 3    | Keanna Villagomez (MNP)          | 1:22.99 |       |

### Semifinal
A semifinal  ocorreu dia 15 de dezembro. Oito competidores se classificaram para a final. 
Semifinal 1
| Colocação | Raia | Nome                        | Tempo | Notas |
| --------- | ---- | --------------------------- | ----- | ----- |
| 1         | 5    | Natalie Coughlin (USA)      | 57.61 | Q     |
| 2         | 4    | Rachel Goh (AUS)            | 57.76 | Q     |
| 3         | 6    | Anastasia Zuyeva (RUS)      | 57.79 | Q     |
| 4         | 3    | Daryna Zevina (UKR)         | 58.58 |       |
| 5         | 2    | Sharon van Rouwendaal (NED) | 58.69 |       |
| 6         | 7    | Chanelle Van Wyk (RSA)      | 58.84 |       |
| 7         | 1    | Kseniya Moskvina (RUS)      | 58.91 |       |
| 8         | 8    | Elena Gemo (ITA)            | 59.05 |       |

Semifinal 2
| Colocação | Raia | Nome                         | Tempo | Notas |
| --------- | ---- | ---------------------------- | ----- | ----- |
| 1         | 5    | Gao Chang (CHN)              | 56.58 | Q, CR |
| 2         | 4    | Missy Franklin (USA)         | 57.49 | Q     |
| 3         | 3    | Zhao Jing (CHN)              | 57.54 | Q     |
| 4         | 6    | Aleksandra Gerasimenya (BLR) | 58.03 | Q     |
| 5         | 1    | Mercedes Peris (ESP)         | 58.31 | Q     |
| 6         | 2    | Alexianne Castel (FRA)       | 58.49 |       |
| 7         | 7    | Fabíola Molina (BRA)         | 58.63 |       |
| 8         | 8    | Simona Baumrtová (CZE)       | 59.24 |       |

### Final
A final teve sua disputa realizada em 16 de dezembro. 
| Colocação         | Raia | Nome                         | Tempo | Notas |
| ----------------- | ---- | ---------------------------- | ----- | ----- |
| Medalha de ouro   | 6    | Natalie Coughlin (USA)       | 56.08 | CR    |
| Medalha de prata  | 3    | Zhao Jing (CHN)              | 56.18 |       |
| Medalha de bronze | 4    | Gao Chang (CHN)              | 56.21 |       |
| 4                 | 5    | Missy Franklin (USA)         | 56.92 |       |
| 5                 | 2    | Rachel Goh (AUS)             | 57.36 |       |
| 6                 | 7    | Anastasia Zuyeva (RUS)       | 57.67 |       |
| 7                 | 8    | Mercedes Peris (ESP)         | 57.87 |       |
| 8                 | 1    | Aleksandra Gerasimenya (BLR) | 58.48 |       |

Legenda
| Recorde mundial       | Recorde mundial (World record)               |                       | Recorde africano                      | Recorde africano (African) |                                           | Q | Classificado por posição (Qualified) |
| Recorde do campeonato | Recorde do campeonato (Championship record)  | Recorde da América    | Recorde da América (Americas)         | q                          | Classificado por melhor tempo (Qualified) |   |                                      |
| Melhor marca do ano   | Melhor marca do ano (World leading)          | Recorde asiático      | Recorde asiático (Asian)              | DNS                        | Não largou (Did not start)                |   |                                      |
| Recorde nacional      | Recorde nacional (National record)           | Recorde europeu       | Recorde europeu (European)            | DNF                        | Não terminou (Did not finish)             |   |                                      |
| Recorde pessoal       | Recorde pessoal do atleta (Personal best)    | Recorde da Oceania    | Recorde da Oceania (Oceania)          | DSQ / DQ                   | Desclassificado (Disqualified)            |   |                                      |
| Recorde da temporada  | Recorde da temporada do atleta (Season best) | Recorde sul-americano | Recorde sul-americano (South America) | NM                         | Sem marca (No mark)                       |   |                                      |